# Mol
Das Mol (Einheitenzeichen: mol) ist die SI-Einheit der Stoffmenge. Sie dient unter anderem der Mengenangabe bei chemischen Reaktionen.
Ein Mol eines Stoffes enthält definitionsgemäß exakt 6.02214076e23 (gerundet 602 Trilliarden) Teilchen (Avogadro-Konstante). Die Zahl wurde so festgelegt, dass 1 mol Teilchen mit einer Masse von x atomaren Masseneinheiten möglichst genau x Gramm sind.
Teilchenzahl und Stoffmenge sind somit einander direkt proportional; jede dieser beiden Größen kann als Maß für die andere dienen.

## Definition
Seit der Revision des Internationalen Einheitensystems im Jahr 2019 ist das Mol dadurch definiert, dass der Avogadro-Konstante ein fester Zahlenwert zugewiesen wurde. Die Definition lautet:

„Das Mol, Einheitenzeichen mol, ist die SI-Einheit der Stoffmenge. Ein Mol enthält genau 6.02214076e23 Einzelteilchen. Diese Zahl entspricht dem für die Avogadro-Konstante NA geltenden festen Zahlenwert, ausgedrückt in der Einheit mol−1, und wird als Avogadro-Zahl bezeichnet.“

Die Teilchenart muss dabei angegeben werden, es kann sich um Atome, Moleküle, Ionen, Elektronen oder andere Teilchen handeln.
Die Avogadro-Zahl entspricht bis auf eine relative Abweichung von (1,05 ± 0,31)e-9 dem Verhältnis der Masseneinheit Gramm (g) und der atomaren Masseneinheit (u). Die Angabe von Atommassen („Atomgewicht“) und Molekülmassen („Molekulargewicht“) hat daher im Rahmen dieser Genauigkeit denselben Zahlenwert in u und in g/mol.

## Geschichte

### Ursprünge
Der Begriff „Mol“ wurde 1893 von Wilhelm Ostwald geprägt und ist vermutlich vom lateinischen Wort moles (für „Masse, Last“) abgeleitet. Zu dieser Zeit waren die absoluten Massen von Atomen und Molekülen weitaus weniger genau bekannt als die Massenverhältnisse. Sogar die Existenz von Atomen und Molekülen war erst im Verlauf der letzten Dekaden davor allgemein akzeptiert worden.
Das Mol wurde zunächst überwiegend als Masseneinheit angesehen. Ältere Bezeichnungen sind Grammatom (nur bei Elementen) und Grammmolekül (nur bei Verbindungen). So heißt es in DIN 1310 „Gehalt von Lösungen“ vom April 1927: „Als Masseneinheiten dienen […] das Mol, d. h. soviel Gramm des Stoffes, wie sein Molekulargewicht angibt […]“. Durch die Anwendung des Molekular„gewichts“ wurde hier eine Stoffmasse – keine Stoffmenge heutiger Sicht – beschrieben und als „Stoffmenge“ bezeichnet. In der heutigen Mol-Definition des SI hingegen wird die Stoffmenge von Teilchenzahl und Masse formal klar unterschieden.

### Definition von 1960
Im Jahr 1960 wurde die atomare Masseneinheit als 1⁄12 der Masse des 12C-Atoms festgelegt. In den folgenden Jahren etablierte sich die Definition des Mol als die Stoffmenge eines Systems, das aus ebenso vielen Einzelteilchen besteht, wie Atome in 12 Gramm des Isotops Kohlenstoff-12 (12C) enthalten sind. 1 mol 12C-Atome hatte damit definitionsgemäß eine Masse von 12 g. (Ein Mol Atome natürlichen Kohlenstoffs hingegen hat aufgrund der Beimischung anderer Isotope eine Masse von ca. 12,0107 g.) Der Zahlenwert der Avogadrokonstante war damit definitionsgemäß gleich dem Verhältnis der Masseeinheiten g und u.

### Mol als SI-Basiseinheit
Auf der 14. Generalkonferenz für Maß und Gewicht (CGPM) wurde 1971 das Mol auf nachdrücklichen Wunsch der IUPAC, unterstützt durch die IUPAP in das SI aufgenommen und zur Basiseinheit erklärt. Damit wurde der Anwendungsbereich des SI auf die Chemie ausgedehnt. Auf der vorangegangenen CGPM 1967 hatte der Antrag noch keine Mehrheit gefunden.

### Definition seit 2019
Nach den ursprünglichen Definitionen war die Zahl der Teilchen in einem Mol (Avogadro-Konstante NA) eine Messgröße und mit einer Unsicherheit belastet. Andererseits war zur Messung der in Mol gemessenen Stoffmenge die genaue Kenntnis der Avogadro-Konstante nicht erforderlich; es genügte eine Wägung (Massebestimmung) und der Vergleich mit einer Referenzmasse (ab 1960 aus 12C). Dafür war die Definition des Mol jedoch von der Definition des Kilogramms abhängig.
Mit dem Fortschritt der Messtechnik konnte die Avogadro-Konstante immer präziser bestimmt werden, sodass schließlich der „Umweg“ über das Kilogramm nicht mehr erforderlich war. Die 26. Generalkonferenz für Maß und Gewicht beschloss mit Wirkung zum 20. Mai 2019 die heute gültige Definition. Die Teilchenzahl in einem Mol ist nun festgelegt, dafür ist die Masse von 1 mol 12C eine Messgröße. Der nunmehr exakte Wert von NA wurde so gewählt, dass er möglichst genau mit dem Wert nach der Definition von 1960 und 1971 übereinstimmte.

## Dezimale Vielfache
Gebräuchliche dezimale Teile und Vielfache des Mols sind:
| Bezeichnung | Einheit | Faktor | Vielfaches | Anmerkung            |
| ----------- | ------- | ------ | ---------- | -------------------- |
| Kilomol     | kmol    | 103    | 1000 mol   |                      |
| Millimol    | mmol    | 10−3   | 0,001 mol  | ein Tausendstel Mol  |
| Mikromol    | μmol    | 10−6   | 0,001 mmol | ein Millionstel Mol  |
| Nanomol     | nmol    | 10−9   | 0,001 μmol | ein Milliardstel Mol |
| Pikomol     | pmol    | 10−12  | 0,001 nmol | ein Billionstel Mol  |

## Molares Volumen
Das molare Volumen eines Stoffes ist eine stoffspezifische Eigenschaft, die angibt, welches Volumen ein Mol eines Stoffes ausfüllt.
Für ein ideales Gas gilt, dass ein Mol bei Normalbedingungen (273,15 K, 101325 Pa) ein Volumen von 22,414 Liter einnimmt. Für reale Gase sowie Feststoffe und Flüssigkeiten ist das molare Volumen dagegen stoffabhängig.

## Molare Masse
Die molare Masse {\displaystyle M} ist der Quotient aus Masse und Stoffmenge eines Stoffs. In der Einheit g/mol hat sie fast exakt denselben Zahlenwert wie die Atom- bzw. Molekülmasse des Stoffs in der Einheit {\displaystyle u} (atomare Masseneinheit). Ihre Bedeutung ist äquivalent zum früheren „Atomgewicht“ in der Chemie.

## Berechnung von Stoffmengen
Zur Berechnung wird folgende Formel verwendet:
{\displaystyle n={\frac {m}{M}}}
Dabei bezeichnet {\displaystyle n} die Stoffmenge, {\displaystyle m} die Masse und {\displaystyle M} die molare Masse. {\displaystyle M} kann für chemische Elemente Tabellenwerken entnommen und für chemische Verbindungen bekannter Zusammensetzung aus solchen Werten errechnet werden.
Die atomare Masse, die für jedes chemische Element in Tabellen angegeben wird, bezieht sich dabei auf das natürliche Isotopengemisch. So ist zum Beispiel als Atommasse für Kohlenstoff 12,0107 u angegeben. Dieser Wert gilt nicht bei anderen Isotopenverhältnissen, etwa bei mit 13C angereichertem Material. Während bei stabilen Elementen die Abweichungen von Isotopenmischungen, wie sie in der Natur vorkommen, relativ gering sind, kann insbesondere bei radioaktiven Elementen das Isotopengemisch stark von der Herkunft und dem Alter des Materials abhängen.

## Verwendung der Einheit Mol bei Konzentrationsangaben
Die Einheit Mol findet häufig Verwendung in zusammengesetzten Einheiten zur Angabe von Konzentrationen (Salzgehalt von Lösungen, Säuregehalt von Lösungen usw.). Eine der häufigsten Verwendungen ist die x-molare Lösung (das x steht darin für eine beliebige rationale positive Zahl).
Beispiel
Eine 2,5-molare A-Lösung enthält 2,5 mol des gelösten Stoffes A in 1 Liter der Lösung.
Siehe dazu auch: Stoffmengenkonzentration

## Beispiele

### Masse von 1 mol Helium
- Das Helium-Atom hat 2 Protonen und 2 Neutronen. Helium-Gas ist einatomar, daher bezieht sich im folgenden Beispiel das Mol auf He-Atome.
- 1 Atom Helium hat eine Masse von ungefähr 4 u (u ist die atomare Masseneinheit);
- 1 mol Helium hat also eine Masse von etwa 4 g.

### Masse von 1 mol Wasser
- Ein Wassermolekül H2O besteht aus einem Sauerstoffatom und zwei Wasserstoffatomen.
- Das Sauerstoffatom besteht typischerweise aus 16 Nukleonen (Kernteilchen, also Neutronen und Protonen), ein Wasserstoffatom aus einem Kernteilchen (ein Proton). (Schwerere Isotope sind sehr selten.)
- Ein Wassermolekül enthält demnach 18 Nukleonen.
- Die durchschnittliche Masse eines Kernteilchens beträgt ungefähr 1 u; ein Wassermolekül hat somit typischerweise die Masse 18 u.
- Die Masse von 1 mol Wasser ist somit etwa 18 g.

Nimmt man statt der Zahl der Nukleonen die genaueren Atommassen und berücksichtigt auch den Anteil schwererer Isotope, ergibt sich ein leicht höherer Wert von 18,015 g.

### Herstellung von Lithiumhydroxid aus Lithium und Wasser
{\displaystyle \mathrm {2\,Li+2\,H_{2}O\rightarrow 1\,H_{2}+2\,LiOH} }
Bei der Bildung von LiOH werden zwei Wassermoleküle von zwei Lithiumatomen in jeweils einen H- und einen OH-Teil aufgespalten. Weil in jedem Mol von jeder Substanz gleich viele Teilchen vorhanden sind, braucht man für 1 mol Lithiumhydroxid 1 mol Lithium und 1 mol Wasser, wobei ½ mol molekularer Wasserstoff freigesetzt wird. In Massen umgerechnet: 6,94 g Lithium und 18 g Wasser reagieren zu 1 g Wasserstoff und 23,94 g Lithiumhydroxid.